# Zygodontomys
Zygodontomys — рід гризунів родини хом'якові (Cricetidae) із Південної і Центральної Америки.

## Морфологія
Довжина тіла 95-155 мм, хвоста від 35 до 130 мм, вага від 60 до 137 грам. Колір шерсті зверху від жовтуватого до червонувато-коричневого, нижня сторона тіла біла або сіро-біла. Вуха і хвіст коричневі.

## Поширення
Поширені від Коста-Рики до Бразилії. Населяють відкриті території і площі з низькими кущами, завжди поруч з водою.

## Звички
Ведуть нічний спосіб життя і тримаються переважно на землі, де створюють стежки у траві. Мешкають в норах, де будують гнізда з трави і стебел. Їдять трави (у тому числі цукрову тростину і рис), насіння і плоди.

## Відтворення
Після приблизно 25-денної вагітності, самиця народжує в середньому 4,6 дитинчат. Вони відкривають очі протягом 7 днів, віднімаються від годування молоком через 9-11 днів і досягають статевої зрілості за 25–42 дні.